# سلفنة عطرية
السلفنة العطرية (أو اختصاراً تفاعل السلفنة) هو تفاعل عضوي يحدث على المركبات العطرية بحيث تحل مجموعة حمض السلفونيك الوظيفية محل ذرة هيدروجين على الحلقة العطرية.
يستخدم هذا التفاعل على نطاق واسع في صناعة المنظفات والأصبغة والعقاقير الدوائية.

## الكيفية

ثلاثي أكسيد الكبريت هو المكون الفعال في تفاعلات السلفنة العطرية.

يجرى تفاعل السلفنة العطرية نمطياً بالتفاعل مع حمض الكبريتيك المركز بوجود حفاز ملائم.
C6H6 + H2SO4 → C6H5SO3H + H2O
يمثل ثلاثي أكسيد الكبريت أو مشتقاته المبرتنة العامل الإلكتروفيلي (المحب للإلكترونات) الفعال في تفاعلات الاستبدال العطري المحب للإلكترونات.
لدفع مسير التفاعل يضاف عامل نازع للماء مثل كلوريد الثيونيل
C6H6 + H2SO4 + SOCl2 → C6H5SO3H + SO2 + 2 HCl
كما يعد كلورو حمض الكبريتيك (أو كلورو حمض السلفونيك) عامل سلفنة فعال أيضاً.
C6H6 + HSO3Cl → C6H5SO3H + HCl
على العكس من تفاعل النترتة العطرية وتفاعلات الاستبدال الإلكتروفيلية الأخرى، فإن تفاعل السلفنة العطرية يمكن أن يكون عكوساً. كما يمكن توجيه التفاعل بإضافة مجموعات ساحبة للإلكترونات على الحلقة العطرية.

## أمثلة

### تفاعل بيريا
يعد تفاعل بيريا (Piria) من أمثلة تفاعلات السلفنة العطرية القديمة باستخدام أملاح لاعضوية؛ حيث يفاعل نترو البنزين مع أملاح بيكبريتيت (بيسلفيت) فلز ليشكل أمينو حمض السلفونيك بحدوث تفاعل مشترك بين الاختزال والسلفنة.

### تفاعل الأنيلين مع حمض الكبريتيك
في هذا التفاعل يفاعل الأنيلين مع حمض الكبريتيك المركز مع وجود عوما ساحبة للماء من الوسط:

اصطناع حمض السلفانيليك من الأنيلين وحمض الكبريتيك بتفاعل سلفنة عطرية.

## اقرأ أيضاً
- نترتة
- كبرتة